# Església nova de Sant Romà de Sau
L'Església nova de Sant Romà de Sau es una església d'estil eclèctic del municipi de Vilanova de Sau, a la comarca d'Osona. És un monument protegit i inventariat dins el Patrimoni Arquitectònic Català

## Descripció
Església situada en un turó damunt el pantà de Sau. És de nau única, però es marca el creuer tant a la planta com a l'alçat. L'absis és de planta semicircular peraltada i amb finestres rectangulars dividint els espais amb columnes de pedra amb el capitell decorat. A la part esquerra hi ha una capella lateral adossada i a la part dreta hi ha l'habitatge del rector, que es comunica amb el temple. Als peus hi ha el cor. L'interior presenta una taula d'altar de marbre i un retaule, ambdós dissenyats per l'arquitecte Pericas.
La façana es troba orientada a sud-oest i té el capcer triangular, amb una finestra de pedra decorada amb vitralls, al davant s'hi forma un atri.
A la part esquerra del portal hi ha el campanar, de torre circular. És construïda amb pedra vista sense polir i de color grisós.
L'estat de conservació és bo.

## Notícies històriques
Prop de la resclosa del pantà de Sau, a la part dreta del riu es bastí a partir del 1951 la nova església de Sant Romà, obra de l'arquitecte Josep Maria Pericas, on hi havia els xalets dels enginyers i algunes cases dels dirigents de les obres, i el lloc forma ara un petit nucli residencial on hi ha també una caserna de la guàrdia civil.
Respon a un estil eclèctic amb molt ús de la pedra sense polir, tret característic de l'obra d'en Pericas.